# RC Cola
RC Cola (zkratka pro Royal Crown Cola) je limonádový nápoj na kolové bázi, který byl uveden na americký trh v roce 1905.
Po Coca-Cole a Pepsi je RC Cola třetí nejoblíbenější kolový nápoj na světě. V USA se prodá 600 mil. litrů RC koly ročně. V roce 1905 ji začal vyrábět lékárník Claud A. Hatcher. V 70. letech 20. století překonala hranice USA. Dnes se prodává ve více než 60 zemích světa.
V České republice vyrábí RC Colu společnost Kofola, která má uzavřenou smlouvu s americkým výrobcem Royal Crown Cola International.

## Historie

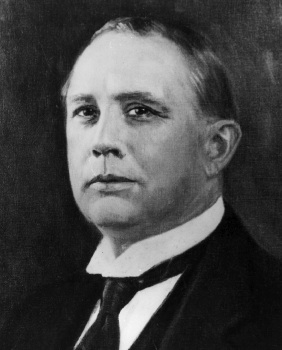
Claud A. Hatcher, vynálezce Royal Crown Cola

V roce 1901 byl založen obchod s potravinami Cole-Hampton-Hatcher Grocery Store (Columbus, Georgie, jih – jihovýchod USA).
V roce 1903 rodina Hatcherových převzala kompletní vlastnictví obchodu a následovala změna názvu na Hatcher Grocery Store. Obchod se nacházel na adrese 22 West 10th Street. Dnešní adresa (po přečíslování domů) je 15 West 10th Street. Ve stejné době rychle rostla poptávka po kolových nápojích a jejich oblíbenost a majitelé chtěli maximalizovat svůj zisk. Jako velkoobchodník, Claud A. Hatcher koupil velké množství sirupu Coca-Cola od místní společnosti Columbus Roberts. Hatcher měl pocit, že díky velkému odběru by jeho firma měla mít na sirup speciální cenu. Roberts nechtěl s cenou pohnout, a tak mezi oběma stranami vypukl hořký konflikt. Hatcher řekl Robertsovi, že bitvu vyhraje a už nikdy nebude kupovat Coca-Colu, tak se Hatcher rozhodl vyvinout své vlastní receptury na nápoje. Začal s vývojem receptury na ginger ale v suterénu svého obchodu.
Hatcher založil společnost Union Bottling Works v jejich rodinném obchodě. První vlastní produkt z dílny Royal Crown byl Royal Crown Ginger v roce 1905, dalšími byly Royal Crown Strawberry a Royal Crown Root Beer. 
Společnost se v roce 1910 přejmenovala na Chero-Cola a v roce 1925 na Nehi Corporation, po svých barevných a ochucených nápojích. V roce 1934, původní Chero-Cola byla přeformulována chemikem Rufusem Kamm, a oficiálně označena jako Royal Crown Cola.
V 50. letech, nápoj Royal Crown Cola a americké koláčky „moon pies“ byli populárním obědem „pracujícího lidu“ na jihu Ameriky. V roce 1954, Royal Crown byla první společnost, která prodávala limonády v plechovkách (spíše konzervách) a později společnost začala nápoje prodávat plechovkách na nápoje, které známe nyní (hliníkové a tenkostěnné).
V roce 1958, společnost přišla se svojí první kolou bez cukru – Diet Rite – a v roce 1980, s kolou bezkofeinovou – RC 100. V polovině 90. let, RC uvedla na trh Royal Crown Draft Cola, označovanou jako „premium“ kolu, která používala jako sladidlo třtinový cukr, více než kukuřičný sirup s vysokým obsahem fruktózy. Tato kola byla nabízena pouze v 12uncových lahvích (cca 355 ml). Prodeje byly neuspokojivé, z velké části kvůli neschopnosti stáčecí sítě RC dosáhnout distribuce v síti pouze tímto nápojem. To vedlo k přerušení dodávek nápoje s výjimkou Austrálie, Nového Zélandu a Francie. Později byl nápoj dostupný pouze na Novém Zélandu, v částech Austrálie, Thajsku a Tádžikistánu.
Společnost na trh také začala dodávat Cherry RC, višňová varianta RC limonády, která se stala konkurenčním produktem pro Cherry Cola and Wild Cherry Pepsi.
V roce 1984, RC Cola odpovídala zhruba 4–5 % prodejů limonád ve Spojených státech, po nápojích Coke, Pepsi, Dr. Pepper a Seven Up.
V říjnu roku 2000 byla Royal Crown získána společností Cadbury (později Cadbury Schweppes) přes akvizici společnosti Snapple. Royal Crown následně spadla pod skupinu Dr. Pepper Snapple Group (DPSG) – výrobce Dr Pepper coly – která se oddělila od Cadbury v roce 2008. DPSG se později v roce 2018 sloučila s Keurig Green Mountain jako nová společnost Keurig Dr. Pepper, kteří jsou aktuální vlastníci značky RC Cola.
V roce 2001, veškerý business netýkající se US byl přesunut do Cott Beverages of Mississauga (Ontario, Kanada), a funguje jako značka Royal Crown Cola International, která se kompletně stará od RC produkty mimo Spojené státy.

## Portfolio značky
| Produkt                         | Na trhu od | Poznámka |
| ------------------------------- | ---------- | --- |
| RC Cola                         | 1905       | Původní RC kola |
| Diet-Rite Cola                  | 1958       | První kola bez cukru (původně vypuštěn jako dietický produkt) pro širší veřejnost dostupné od roku 1962                                                     |
| RC Cola Lemon                   | 1974       | Citrónová RC kola |
| RC 100                          | 1980       | První bezkofeinová RC kola |
| RC 100 Sugar Free               | 1980       | Také bezkofeinová a bez cukru |
| Cherry RC                       | 1985       | Višňová RC kola |
| Kick                            | 1995       | Citrusová limonáda |
| RC Draft Cola                   | 1995       | „premium“ kola, vyráběná ze třtinového cukru |
| RC Cola Edge                    | 1999       | Kola s extra kofeinem |
| RC Cola Zero/RC Cola Free       | 2009       | Žádné kalorie, žádný cukr. V jiných zemích známá také jako RC Cola Free. V některých zemích je slazena produktem Splenda (umělé sladidlo na bázi sukralózy) |
| RC Kick                         | 2010       | RC Cola s guaranou |
| RC Dra-Cola                     | 2012       | bez cukru, červeně zbarvená kola, která byla dostupná na anglickém trhu jako speciální edice pro Halloween 2012 zajímavost – ve tmě fosforeskující etiketa  |
| RC Ten                          | 2012       | verze s nízkým obsahem cukru, vyvinuta jako součást Dr Pepper/7Up "Ten"                                                                                     |
| Diet RC Cola Lemon              | 2016       | Dietní kola s citronem |
| Diet Cherry RC                  | 2016       | Dietní kola s višní |
| Royal Crown Cola Classic / Slim | 2018       | Tradiční RC Cola se změněným logem a „gentlemanským“ stylem                                                                                                 |